# Mięsak

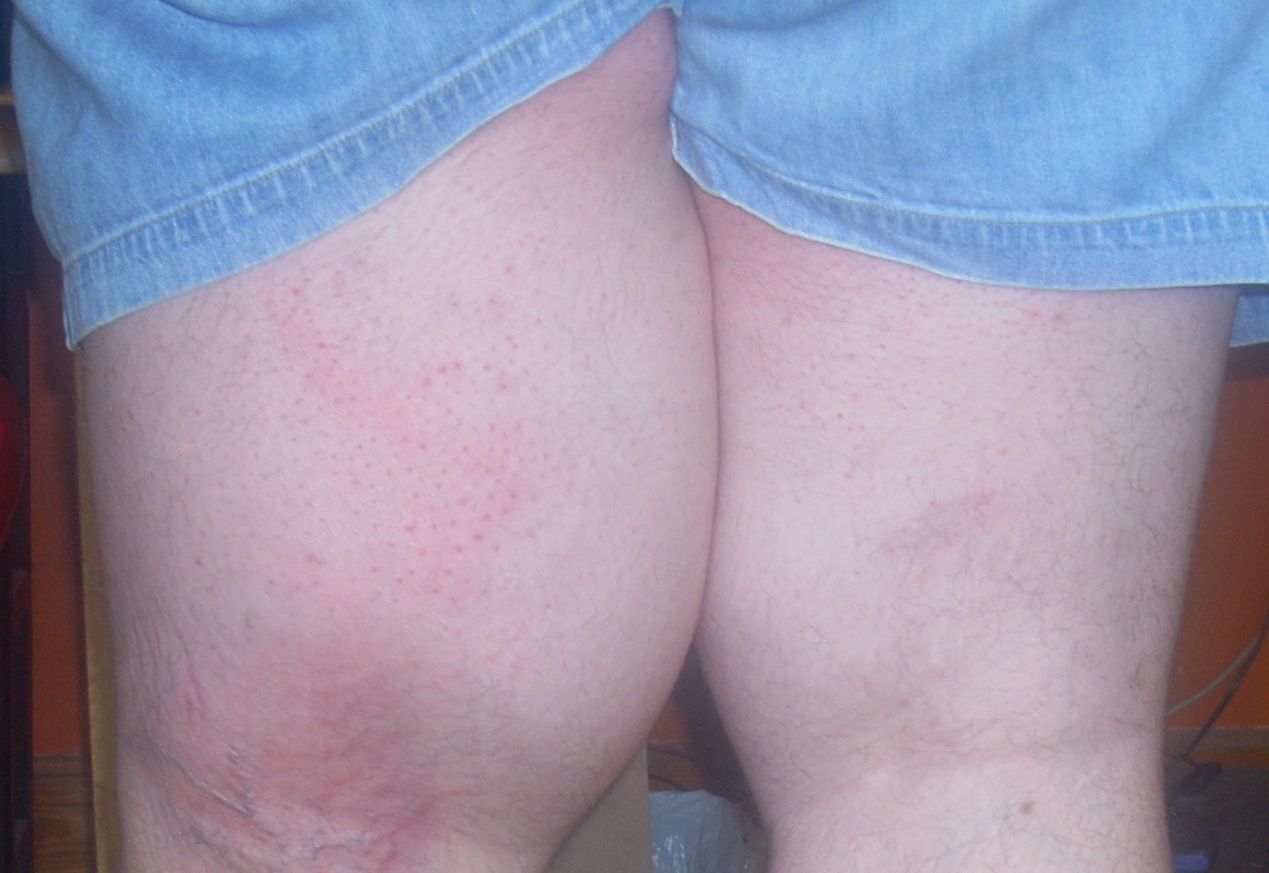
Tłuszczakomięsak

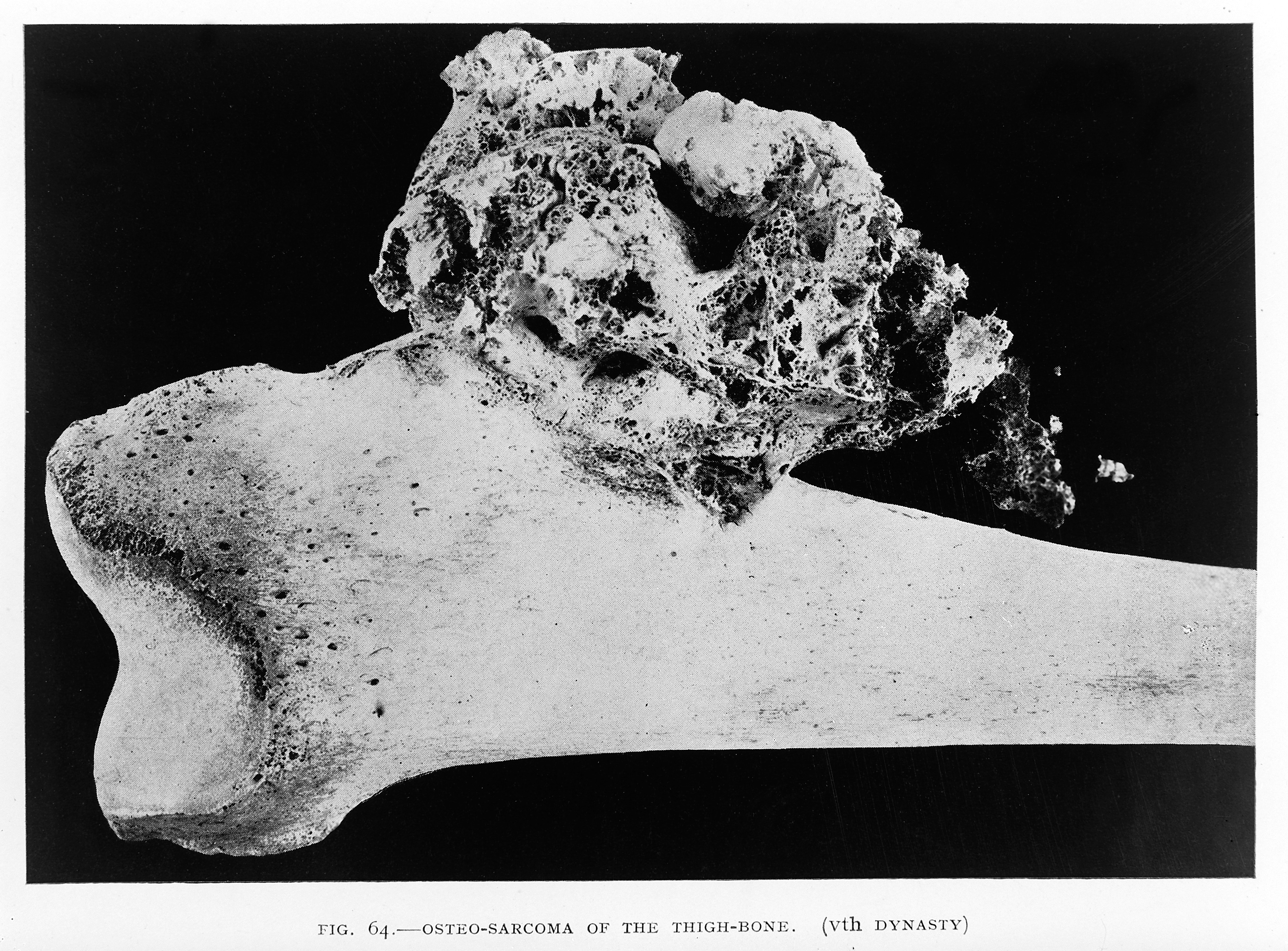
Kostniakomięsak

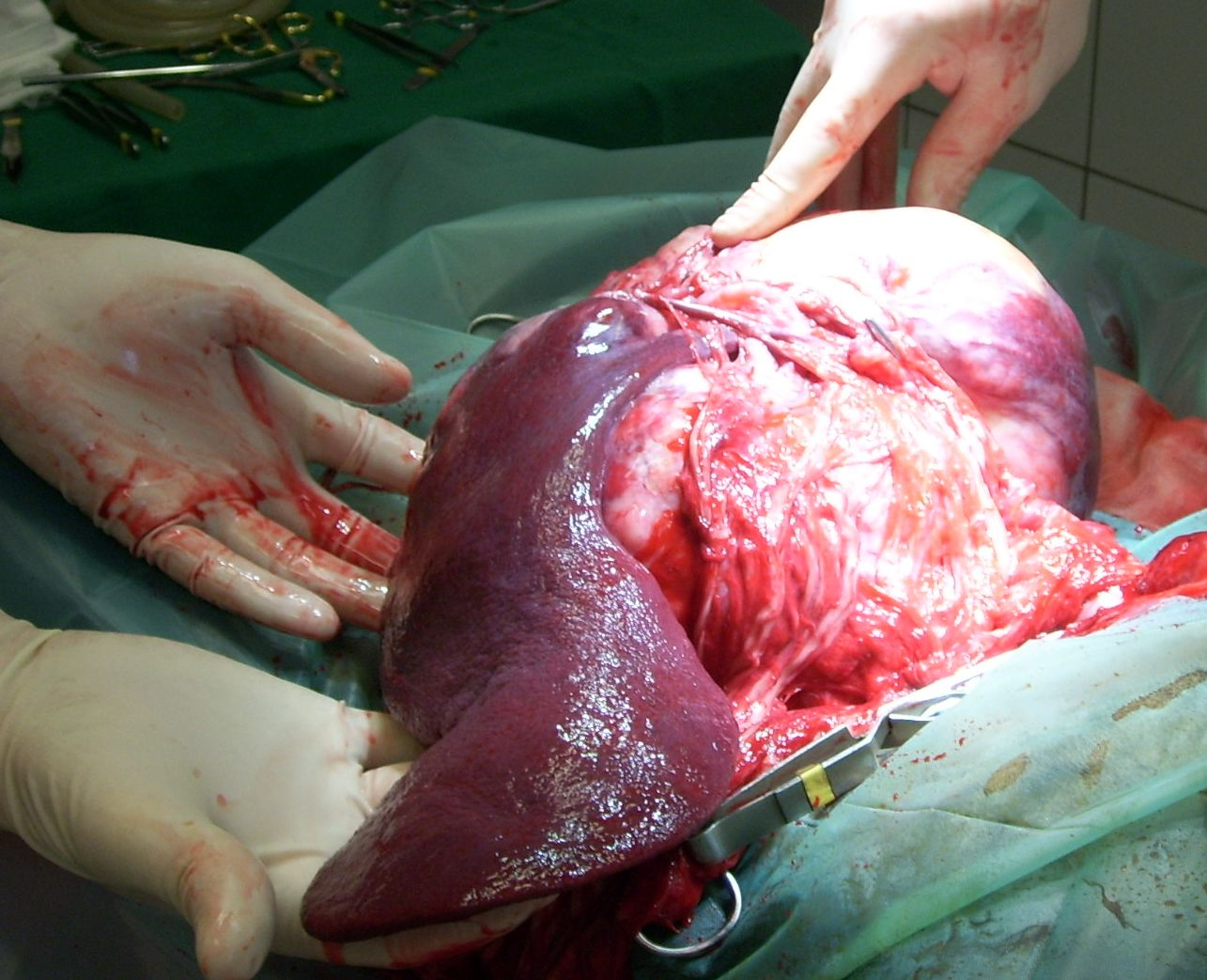
Mięsak naczyniowy śledziony u psa

Mięsak (łac. sarcoma) – heterogenna grupa nowotworów złośliwych pochodzenia nienabłonkowego wywodzących się z tkanki łącznej z wyłączeniem układu siateczkowo-śródbłonkowego, neurogleju oraz zrębu narządów wewnętrznych. Grupa obejmuje nowotwory tkanek miękkich, do których zalicza się nienabłonkowe tkanki pozaszkieletowe, oraz nowotwory tkanki kostnej i chrzęstnej. Mięsaki charakteryzuje lokalnie agresywny, naciekający i niszczący wzrost, tendencja do wznowy i zdolność do tworzenia przerzutów. Są klasyfikowane według linii różnicowania do podobnych dojrzałych tkanek. Wyróżnia się ponad 50 różnych typów mięsaków u ludzi.

## Etiologia
Etiologia mięsaków jest nieznana, aczkolwiek przypuszcza się, że mięsaki mogą być wywoływane przez wirusy (np. HIV), substancje chemiczne (np. pochodne benzenu, smoły pogazowej, smoły powęglowej itp.), urazy mechaniczne i termiczne. Część mięsaków może być związanych z uprzednio przebytą radioterapią lub chemioterapią z powodu innego nowotworu złośliwego wymagającego zastosowania takich metod leczenia (ang. radiation-associated sarcomas).

## Epidemiologia
Mięsaki u ludzi są rzadkimi nowotworami, stanowią one tylko 1% wszystkich nowotworów złośliwych u dorosłych, ale u dzieci są znacząco częstszą grupą nowotworów stanowiąc aż 20% wszystkich nowotworów złośliwych u dzieci. Większość mięsaków jest zlokalizowana w tkankach miękkich, tylko 10% mięsaków jest zlokalizowane w kościach i tkance chrzęstnej. Poszczególne typy mięsaków wykazują geograficzne i rasowe zróżnicowanie częstości występowania. Mięsaki częściej występują u mężczyzn, jednak epidemiologia znacząco się różni pomiędzy poszczególnymi typami histologicznymi nowotworów, a także w różnych kategoriach wiekowych.
Zapadalność na świecie na mięsaki waha się w przedziale 1,8–5,0/100 000. Szacuje się, że w Polsce zapadalność na mięsaki tkanek miękkich u dorosłych wynosi około 1,5–2/100 000, czyli poniżej 1000 nowych przypadków rocznie. Zapadalność znacząco rośnie z wiekiem.

## Objawy
Guzy ze względu na znaczne zróżnicowanie i odmienne lokalizacje wykazują odmienny obraz kliniczny. Nowotwór często objawia się obecnością guzowatej zmiany, której obecność może powodować objawy wynikające z ucisku lub uszkodzenia sąsiednich struktur. Guzy obecne w głębokich tkankach miękkich czy przestrzeni zaotrzewnowej są późno rozpoznawane.
Zaleca się konieczność wykluczenia mięsaka w każdym przypadku guza o następujących cechach klinicznych:
- guz wielkości przekraczającej 5 cm
- zmiany wielkości guza
- głęboka lokalizacja zmiany
- bolesność guza

Najważniejszą cechą kliniczną w ocenie ryzyka złośliwości jest wielkość zmiany.

## Diagnostyka
Diagnostyka jest oparta na badaniach obrazowych, z których największą rolę pełnią rezonans magnetyczny, tomografia komputerowa oraz pozytonowa tomografia emisyjna. Podstawową metodą diagnostyczną jest biopsja otwarta lub gruboigłowa, która powinna zostać wykonana przed ustaleniem planu leczenia i podjęcia jakichkolwiek działań terapeutycznych.

## Leczenie
W leczeniu największą rolę pełni chirurgiczna resekcja zmiany wykonana w ośrodku wyspecjalizowanym w leczeniu mięsaków, najczęściej w skojarzeniu z okołooperacyjną radioterapią. Chemioterapię stosuje się w leczeniu mięsaków o wyższym zaawansowaniu miejscowym i stopniu złośliwości oraz w przypadku stwierdzenia przerzutów odległych.

## Rokowanie
Rokowanie jest uzależnione od obecności przerzutów odległych, typu histopatologicznego guza, stopnia złośliwości, jego wielkości i możliwości radykalnego wycięcia.

## Klasyfikacja
W zależności od tkanki, z której się wywodzą, mięsaki dzielimy na:
- włókniakomięsaki – z tkanki łącznej włóknistej
- tłuszczakomięsaki – z tkanki tłuszczowej
- naczyniakomięsaki – z tkanki naczyniotwórczej
- kostniakomięsaki – z tkanki kostnej
- chrzęstniakomięsaki – z tkanki chrzęstnej
- mięśniakomięsaki – z tkanki mięśniowej
- nerwiakomięsaki – z komórek osłonowych nerwów
- mięsak siateczki

## Klasyfikacja ICD10
| kod ICD10   | nazwa choroby                                                                       |
| ----------- | ----------------------------------------------------------------------------------- |
| ICD-10: C49 | Nowotwór złośliwy tkanki łącznej i innych tkanek miękkich                           |
| ICD-10: C40 | Nowotwór złośliwy kości i chrząstki stawowej kończyn                                |
| ICD-10: C41 | Nowotwór złośliwy kości i chrząstki stawowej o innym i nieokreślonym umiejscowieniu |